# Харківське історико-філологічне товариство
Ха́рківське істо́рико-філологі́чне товари́ство — наукове товариство у Харкові, що було створене для сприяння, координації та популяризації досліджень з історії, філології, етнографії та фольклористики, культурології, філософії.

## Історія

### Перший період існування (1876—1919рр.)
Товариство було засноване з назвою рос. «Харьковское историко-филологическое общество» при Імператорському Харківському університеті у 1876 з викладачів університету та інших шкіл і місцевої інтелігенції, зацікавленої краєзнавством. Його члени вивчали археологію, побут, історію Лівобережжя, українську мову і культуру та вели культурно-освітню роботу. Головним ініціатором заснування був професор О. Кірпічников. Протягом 1900-х pp. мало 130 членів, серед них: Д. Багалій, В. Бузескул, Д. Міллер, Є. Рєдін, Олександра і Петро Єфименки, О. Русов, Д. Яворницький, М. Плохинський, Д. Овсянико-Куликовський, М. Максимейко, І. Філевський, М. Сумцов, М. Халанський, М. Грунський, В. Рєзанов, Я. Новицький, В. Барвінський, О. Ветухів, О. Білецький, Л. Булаховський, О. Федоровський та інші.
Товариство заснувало архів, етнографічний музей, дві бібліотеки. Праці членів товариства видавалися в серійних виданнях: «Сборник Харьковского историко-филологического общества» (21 тт., 1886 —1914), «Труды» (7 тт., 1893 — 1902) і «Вестник» (5 вип., 1911 —14). У них опубліковано багато документів з історії Лівобережної України, дослідження Д. Багалія, В. Савви, М. Сумцова, В. Городцова, В. Срезневського та інші. Товариство припинило діяльність за радянської влади.
Голови товариства:
- В. Надлер (1877 — 78)
- О. Потебня (1878 — 90)
- М. Дрінов (1890 — 97)
- М. Сумцов (1897 — 1918).

Завдяки активній роботі членів товариства у Харкові 1902 року було проведено ХІІ Археологічний з'їзд. Виставка з'їзду функціонувала у новій на той час споруді університетської бібліотеки.
Після встановлення радянської влади у Харкові у 1919 р. було припинено діяльність усіх незалежних від влади товариств, серед інших й історико-філологічного.

### Після відновлення діяльності товариства (з 1991р.)
8 лютого 1991 р., з ініціативи харківських учених-гуманітаріїв, товариство відновило свою діяльність як громадська організація із назвою «Харківське історико-філологічне товариство». У Статуті було зазначено про історичну тяглість діяльності товариства.
Голови товариства:
- кандидат філологічних наук Анатолій Івченко (з 1991 по 1999 рр.)
- доктор філологічних наук Ігор Михайлин (з 1999 по 2017 р.)
- доктор філологічних наук Сергій Вакуленко (з 2017 р.).

З 1993 р. видається науковий збірник товариства — «Збірник ХІФТ (Нова серія)». Задля того, аби відрізнити збірник товариства після його відновлення від дореволюційного видання, його було найменовано «Новою версією». Наразі видано 13 томів збірника.
У 2010 р. товариство отримало свідоцтво на право ведення видавничої діяльності.
Товариство проводить свої засідання щовівторка на початку 20-х чисел кожного місяця в період з вересня по травень. Кожного засідання відбувається дві доповіді мовознавчої або літературознавчої та історичної секції товариства. Крім того, в товаристві склалися певні традиції. Так, на січневому засіданні товариства відбувається одна доповідь, а також річний звіт Голови товариства. Лютневе засідання присвячене презентації книг, виданих членами товариства за попередній рік.
Нині однією з функцій Харківського історико-філологічного товариства є забезпечення зв'язку між дослідниками, розпорошеними по різних установах Харкова, та статус загальнохарківського координатора досліджень. Водночас товариство підтримує щільні контакти з ученими з інших міст України та світу.